# Мортили (Палермо)
Мортили је насеље у Италији у округу Палермо, региону Сицилија.
Према процени из 2011. у насељу је живело 34 становника. Насеље се налази на надморској висини од 360 м.